# Vincristină
Vincristina (denumită și leurocristină) este un agent chimioterapic de tip vinca-alcaloid, fiind utilizat în tratamentul unor cancere. Prezintă o structură chimică similară cu vinblastina. Calea de administrare disponibilă este cea intravenoasă.
Molecula a fost izolată pentru prima dată în 1961 din specia vegetală Catharanthus roseus. Se află pe lista medicamentelor esențiale ale Organizației Mondiale a Sănătății.

## Utilizări medicale
Vincristina este utilizată în tratamentul următoarelor forme de cancer:
- leucemie limfoblastică acută
- boala Hodgkin
- limfoame non-hodgkiniene
- cancer pulmonar cu celule mici
- cancer de sân
- cancer de col uterin
- rabdomiosarcom
- neuroblastom
- osteosarcom
- sarcom Kaposi

Se mai utilizează în urpura trombocitopenică idiopatică.

## Mecanism de acțiune
Molecula de vincristină se leagă de tubulina din fusul mitotic, inhibând astfel asamblarea microtubulilor necesari pentru migrarea cromatidelor surori în timpul metafazei din diviziunea celulară, ceea ce duce la apoptoza celulelor canceroase.